# Chris Ofili
Chris Ofili est un peintre britannique né le 10 octobre 1968 à Manchester. Controversé comme les autres membres du Young British Artists dont il fait partie, il est lauréat en 1998 du prix Turner.

## Carrière
Chris Ofili est le premier artiste noir à remporter le prix Turner. Un an plus tard, il crée une polémique et accède ainsi à la notoriété par une exposition au Brooklyn Museum à New York. The Holy Virgin Mary, d'abord présentée à Londres en 1997 dans la célèbre exposition « Sensation » de Charles Saatchi, est une figuration anti-conventionnelle de la Vierge Marie, dans laquelle les chérubins sont à base de coupures de magazines pornographiques et où l'on trouve également une représentation d'organes génitaux et des taches en bouse d'éléphant. Le maire de New York, Rudolph Giuliani, demande en vain que l'œuvre soit retirée,. Cette œuvre fut en outre vandalisée par un visiteur catholique qui repeignit celle-ci avec de la peinture blanche.

## Expositions

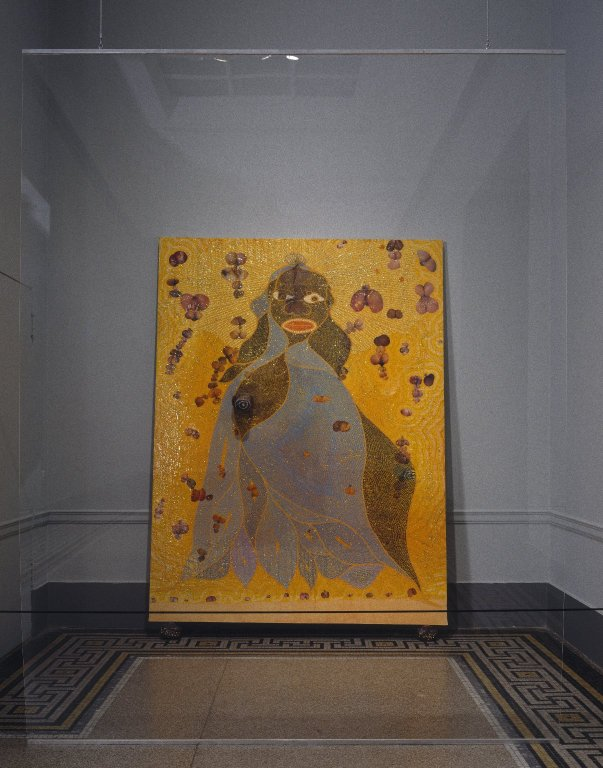
Chris Ofili Saatchi Collection 2017
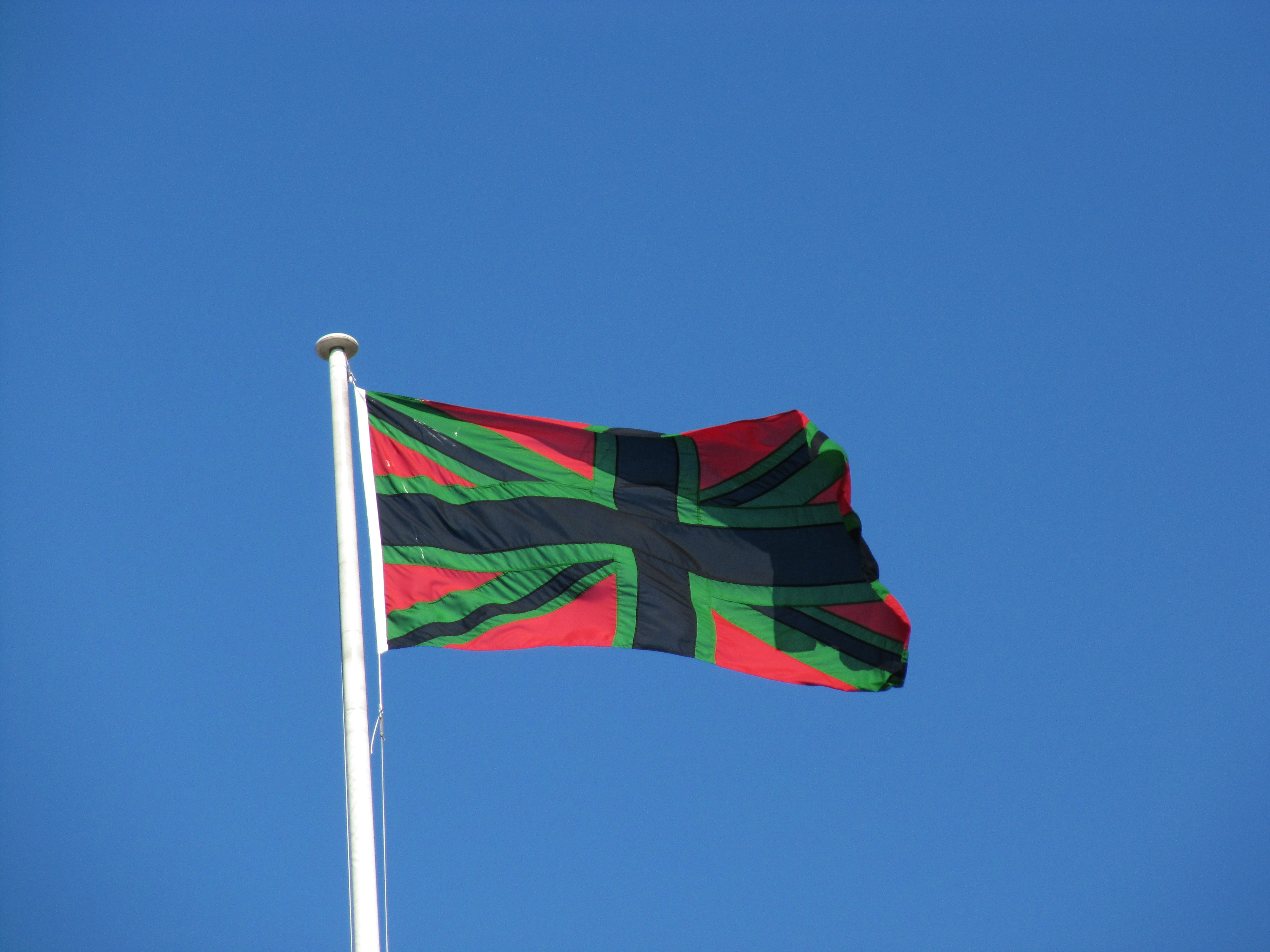
Union Black – Chris Ofili – Tate Britain (2010)